# Všechlapy, Nymburk
Všechlapy là một làng thuộc huyện Nymburk, vùng Středočeský, Cộng hòa Séc.